# Tapurah
Tapurah là một đô thị thuộc bang Mato Grosso, Brasil. Đô thị này có diện tích 11600,132 km², dân số năm 2007 là 10438 người, mật độ 0,9 người/km².